# Antoni Ros-Marbà
Antoni Ros-Marbà (Hospitalet de Llobregat, Barcelona; 2 de abril de 1937) es un compositor y director de orquesta español.

## Biografía
Estudió en el Conservatorio Superior de Música de Barcelona y continuó sus estudios de dirección de orquesta con Eduard Toldrá, Sergiu Celibidache y Jean Martinon
Tras la fundación de la Orquesta Sinfónica de Radio Televisión Española, Ros-Marbà ganó un concurso por lo que fue nombrado Director de dicha orquesta. También fue director de la Orquesta Ciudad de Barcelona y profesor del Conservatorio Superior de Música del Liceo. En 1978 llega a ser director de la Orquesta Nacional de España, puesto que ostenta hasta 1981. También dirigió, entre 1979 y 1986, la Orquesta de Cámara de Holanda. En 1989 fue nombrado director artístico del Teatro Nacional de Ópera Teatro Real. Ha dirigido gran cantidad de prestigiosas orquestas en todo el mundo. Está considerado como uno de los mejores directores españoles de todos los tiempos.
Hizo de coach en el último Giravolt de maig que dirigió Eduard Toldrà: «Trabajé la obra directamente con él. Acompañaba a los cantantes con piano, fue un momento maravilloso», afirma Ros-Marbà. En 1992, participé en la primera representación teatral de la única ópera de Robert Gerhard, La Dueña, en el Teatro de la Zarzuela y en el Gran Teatre del Liceu.
Colabora en los arreglos del disco "Ara que tinc vint anys", en el año 1967, de Joan Manuel Serrat, así como en la dirección musical de siete temas de los diez de que consta el disco. Posteriormente, en el año 1968, colaborará tanto en dirección musical como en arreglos en el disco "Cançons Tradicionals" y "Mediterráneo" en el año 1971, también de Joan Manuel Serrat, junto a Juan Carlos Calderón y Gian Piero Reverberi.
Fue invitado en el año 1978 por Herbert von Karajan a dirigir la Orquesta Filarmónica de Berlín.
Ha colaborado en el Festival Mozart de Madrid y en otros festivales españoles. 
Está en posesión del Premio Nacional de Música y del Premio Cruz de San Jorge de la Generalidad de Cataluña
En cuanto a su discografía, son destacables sus grabaciones de ópera y zarzuela: Doña Francisquita, Luisa Fernanda, Bohemios, La verbena de la Paloma y La Dueña.
Ocupó el cargo de director titular de la Real Filharmonía de Galicia, desde enero de 2001 hasta 2013.
Una selección de partituras de Antoni Ros Marbà se conserva en la Biblioteca de Cataluña. Esta selección incluye partituras de la época en que colaboró con el Esbart Verdaguer.
El 19 de julio de 2025 estrena su primera ópera Benjamin a Portbou en el Gran Teatre del Liceu de Barcelona. 